# Прибытие делегатов на фотоконгресс в Лионе
«Прибытие делегатов на фотоконгресс в Лионе» (фр. Le Débarquement du Congrès de Photographie à Lyon, 1895) — немой документальный короткометражный фильм; один из первых фильмов, снятых братьями Люмьер.

## Сюжет
В фильме показано, как делегаты конгресса и дамы спускаются по трапу с парохода на пристань. Некоторые из них останавливаются и приветствуют снимающего их оператора.

## Интересные факты
- Съёмка произведена 11 июня 1895 года во время организованной для участников Лионского конгресса Фотографического общества экскурсии по Соне, во время высадки на набережной Пастор города Нёвиль-сюр-Сен (Нёвель-на-Соне). Сейчас на этом месте в честь проведённой тогда киносъёмки установлена памятная доска.
- Некоторые из делегатов, заметив камеру, реагируют на неё, приветствуя оператора, один из них даже пытается сфотографировать происходящее.
- Фильм был быстро подготовлен к показу и уже 12 июня 1895 года продемонстрирован на закрытии конгресса. Этот показ можно считать первой в мире демонстрацией кинохроники.
- Фильм был показан четвёртым на знаменитом первом платном люмьеровском киносеансе из десяти фильмов в Париже в подвале «Гран-кафе» на бульваре Капуцинок 28 декабря 1895 года[1][2].